# Вулиця Олександра Осецького
Ву́лиця Олександра Осецького — вулиця в Голосіївському районі міста Києва, місцевість Віта-Литовська. Пролягає від Бродівської вулиці до Риболовецького вулиці.

## Історія
Вулиця виникла у 2010-х роках під проектною назвою Проектна 12985. Сучасна назва на честь українського військового діяча, міністра військ УНР Олександра Осецького — з 2017 року.